# Sofie Karoline Haugenová
Sofie Karoline Haugenová (* 22. dubna 1995) je norská rychlobruslařka.
Od roku 2011 se účastnila Světového poháru juniorů, v seniorském Světovém poháru debutovala roku 2015. Největších úspěchů dosáhla na Mistrovství Evropy 2018, kde s norským družstvem získala bronzovou medaili v týmovém sprintu, a na Mistrovství Evropy 2022, na němž vybojovala stříbro ve stíhacím závodě družstev. Startovala na ZOH 2022 (1500 m – 28. místo, hromadný start – vypadla v semifinále, stíhací závod družstev – 6. místo).